# 90mm戦車砲 (アメリカ)
本項では、アメリカ合衆国が開発した90mm口径の戦車砲について扱う。

## T7シリーズ
アメリカ陸軍は1940年より、M1 90mm高射砲を使用してきた。これは当初、単なる高射砲として運用されていたが、やがて低姿勢砲架を採用した両用砲型のM2が開発されたのに伴って、ドイツが8.8 cm FlaK 18/36/37で行ったのと同様に、対戦車砲としても運用されるようになった。
一方、当時の戦車駆逐大隊は、駆逐戦車としてM7 3インチ砲を搭載したM10 GMCおよびM1 76mm砲搭載のM18 GMCを運用しており、それなりの活躍を見せたものの、パンター中戦車やティーガーといったドイツ軍の重戦車を正面から撃破するには力不足であった。また、それ以前からより強力な対戦車向け火砲の戦車への搭載が検討されており、このことから、M2の開発と同時に、この90mm砲を戦車砲に転用することが研究されはじめた。
これによって開発された試作型がT7で、1943年にはM3として制式化され、M10 GMCに搭載されて試験が行われたのち、M36 GMCに搭載されて1944年より生産を開始した。また、M3 90mm戦車砲を搭載した重戦車としてM26パーシングが開発され、ドイツ軍のティーガーに対抗できる有力戦車として期待されたものの、「M4シャーマンで十分」とする、AGF（陸軍地上軍管理本部）の反対により、戦線への投入は遅延した。M3 90mm戦車砲は、固定薬莢式の90x600mmR弾を使用し、薬室圧力は38,000 psi (260 MPa)であった。
戦後、M3をもとにマズルブレーキをシングルバッフル式にするとともに、排煙器を付与したM3A1が開発された。これは、縦方向の砲安定機能が追加されたM67A1砲架と組み合わされてM26A1重戦車、続いてM46パットンに搭載された。また、その後、砲尾の金属加工を改良したマイナーチェンジ版としてM3A2が開発され、順次にM3A1を代替した。

### 諸元・性能（M3）
諸元
- 種別: 後装式ライフル砲
- 口径: 90mm
- 砲身長: 50口径長
- 重量: 2,260 pounds (1,030 kg)
- 全長: 186.15インチ (4.728 m)

作動機構
- 砲尾: 垂直鎖栓式
- 砲架: 車載砲

性能
- 薬室圧力: 260 MPa (38,000 psi)
- 初速: 1,020m/s（M304 HVAP）, 810m/s（M82 APC）, 820m/s（M71 HE）
- 最大射程: 17.9km（M71 HE）

砲弾・装薬
- 弾薬: 完全弾薬筒（90x600mmR）

運用史
- 開発国:  アメリカ合衆国
- 生産期間: 1943年-

## 各種試作型
T7がM3として制式化されて以降、より優れた90mm戦車砲を模索して、試作が繰り返された。
T14
自走砲用として開発されたもので、マズルブレーキと駐退機に改良が加えられたとされている。
T15
975 m/s (3,200 ft/s)に高初速化した試作型。さらに高初速化したT18も開発された。
T19
砲身覆いを省いた試作型。
T21
装輪装甲車への搭載を企図した試作型。
T22
より大型の砲弾に対応できるよう、M2 105mm榴弾砲の砲尾を導入した試作型。
また、日本では、資料として供与を受けたM36 GMCに搭載されていた「M3A1 90mm戦車砲」を元に、日本製鋼所が52口径長に長砲身化して「61式52口径90mm戦車砲」を開発し、61式戦車に搭載した。

## T54シリーズ

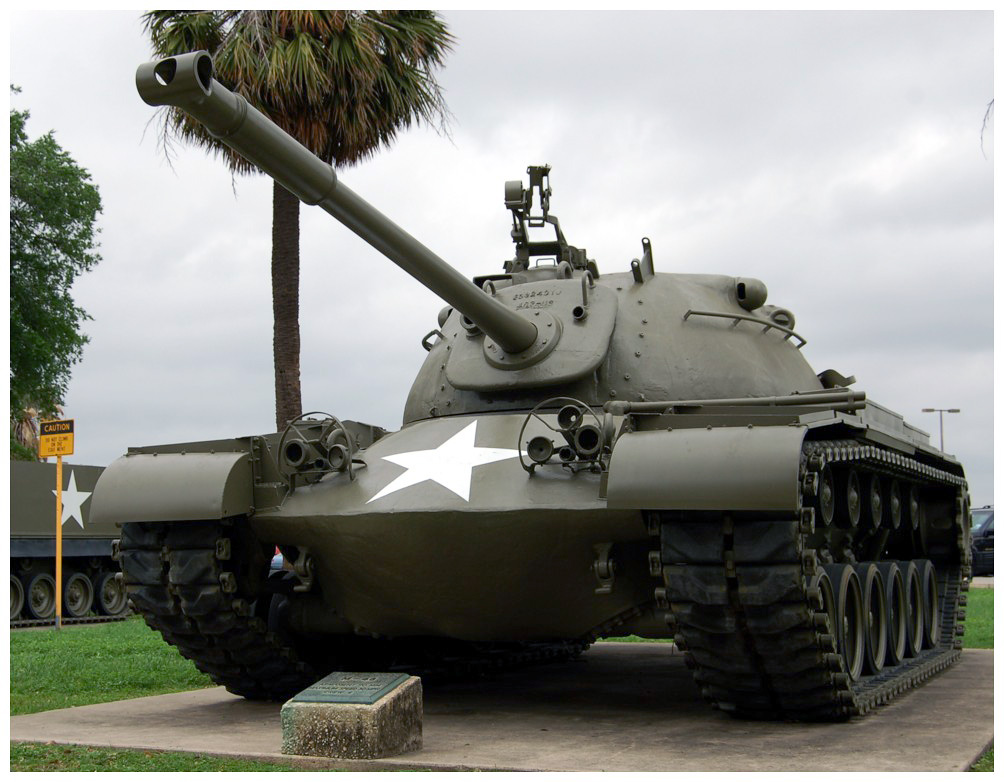
M41 90mm戦車砲搭載のM48中戦車

T15を元に、より高初速のタングステン弾芯の高速徹甲弾の運用に対応するとともに軽量化されて開発された試作型がT54であり、これは、M56対戦車自走砲に搭載された。
T54をもとに、戦車砲として開発された改良型がT119である。T119は多くの点で、イギリスのオードナンス QF 20ポンド砲（84mm口径）と併行して開発された。最大の変更点は、より高い砲腔内圧に対応できるよう砲構造を強化した点であるが、排煙装置とマズルブレーキも改められている。T119を量産に適するよう改正したものがT119E1であり、これはM36として制式化され、当初はT42に搭載される予定であったが、整備計画の繰り上げに伴ってM47パットンより搭載された。
T119E1/M36をもとに、単肉砲身として軽量化されたものがT139で、これはM41として制式化され、T148砲架と組み合わせてM48パットンに搭載された。
M47・M48が冷戦下の西側諸国に広く供与されたこともあり、技術的に類似しているQF 20ポンド砲とともに、T54シリーズは西側の第1世代主力戦車における戦車砲のデファクトスタンダードとなった。しかし、1950年代後半には、ソビエト連邦軍がD-10 100mm戦車砲を搭載したT-54中戦車の運用を開始したことから、威力不足が指摘されるようになった。このことから、西側諸国ではイギリスがQF 20ポンド砲を元に開発したロイヤル・オードナンス L7 105mm戦車砲の採用が拡大され、のちにはアメリカ軍もM68として採用し、新しいデファクトスタンダードとなった。
ただし、90mm口径の戦車砲というニッチそのものは、軽戦車や装輪戦車向けの低反動砲・低圧砲として引き継がれることになり、コッカリル 90mm低圧砲などが開発されている。

### 諸元・性能（M41）
諸元
- 種別:
- 口径: 90mm
- 砲身長: 43口径長（3.88m）
- 砲身構造: 合金製単肉砲身
- ライフリング: 32条右回り（25口径/1回転）
- 全長: 4.909メートル (193.3 in)

作動機構
- 砲尾: 垂直鎖栓式
- 砲架: 車載砲

性能
- 薬室圧力: 330 MPa (48,000 psi)
- 初速: 732m/s（HE-T）, 792m/s（HEP-T）, 853m/s（AP-T）, 1,250m/s（HVAP-DS-T）

砲弾・装薬
- 弾薬: 完全弾薬筒（90x600mmR）
- 砲弾: AP-T, HVAP-DS-T, HVAP-T, APC-T, HEP-T, HE-Tなど